# Squid Game (2.ª temporada)
A segunda temporada de Squid Game (conhecido no Brasil como Round 6), uma série sul-coreana de suspense, sobrevivência e ambientação distópica, foi lançada pela Netflix em 26 de dezembro de 2024. Intitulada comercialmente como Squid Game 2, a produção foi criada, escrita e dirigida por Hwang Dong-hyuk, responsável também pela concepção da primeira temporada.
Quatro dias após sua estreia, a segunda temporada estabeleceu novos recordes de audiência na plataforma, alcançando 68 milhões de visualizações e superando o recorde anterior de maior estreia da Netflix, anteriormente detido pela primeira temporada de Wednesday, que somara 50,1 milhões de visualizações em sua semana de lançamento. Segundo dados da própria Netflix, a temporada alcançou a primeira posição no ranking de títulos mais assistidos em 92 países. A produção foi recebida de forma positiva pela crítica especializada. Uma terceira e última temporada, filmada simultaneamente com a segunda, foi lançada em 27 de junho de 2025.

## Episódios
| N.º geral | N.º na temp. | Título                                                                          | Dirigido por    | Escrito por     | Exibição original      |
| --- | ------------ | ------------------------------------------------------------------------------- | --------------- | --------------- | ---------------------- |
| 10 | 1            | "Pão e Loteria" Transliteração: "Ppanggwa bokgwon" (em coreano: 빵과 복권)      | Hwang Dong-hyuk | Hwang Dong-hyuk | 26 de dezembro de 2024 |
| Seong Gi-hun deixa o terminal determinado a enfrentar o Homem da Máscara por trás dos jogos. Ciente de que está sendo vigiado, ele remove um dispositivo de rastreamento implantado atrás da orelha. Hwang Jun-ho sobrevive à queda do penhasco após ser resgatado por Park, capitão de um barco de camarão. Dois anos depois, Gi-hun vive com recursos limitados em um hotel fortificado e contratou seu antigo agiota, Sr. Kim, e seus comparsas para rastrear o recrutador dos jogos em Seul. Jun-ho, ainda policial, navega ocasionalmente com Park procurando a ilha dos jogos, mas sem sucesso. Kim e seu parceiro, Choi Woo-seok, finalmente encontram o Recrutador e o veem oferecer pão ou bilhete de loteria a moradores de rua; a maioria escolhe a loteria, e o Recrutador destrói o pão não comido. Jun-ho investiga Gi-hun após reconhecê-lo. Kim e Woo-seok são sequestrados pelo Recrutador e forçados a jogar pedra-papel-tesoura combinado com roleta-russa, com Kim se sacrificando para salvar Woo-seok. Jun-ho localiza a base de Gi-hun. Lá, o Recrutador confronta Gi-hun, revelando que foi soldado dos jogos e matou seu próprio pai, um jogador. Ele desafia Gi-hun para uma roleta-russa, resultando na morte do Recrutador. |              |                                                                                 |                 |                 |                        |
| 11 | 2            | "Festa de Halloween" Transliteração: "Hallowin pati" (em coreano: 할로윈 파티)  | Hwang Dong-hyuk | Hwang Dong-hyuk | 26 de dezembro de 2024 |
| Gi-hun, Jun-ho e Woo-seok seguem uma pista do Recrutador até uma festa de Halloween. Woo-seok recruta um grupo de mercenários, Gi-hun planta um rastreador em si mesmo, e os três elaboram um plano para localizar o Homem da Máscara. Jun-ho mantém segredo que o Homem da Máscara é seu irmão, In-ho. Enquanto isso, Gi-hun continua ajudando a mãe de Sang-woo e Cheol, trabalhando para reunir Cheol com sua mãe da Coreia do Norte, e faz uma chamada silenciosa para sua filha afastada. Na festa, Gi-hun é escoltado por um soldado vestido de rosa para uma limusine, enquanto a equipe segue. Ele confronta o Homem da Máscara via alto-falante, exigindo o fim dos jogos, mas depois pede para retornar como jogador após os carros de sua equipe serem atacados. Enquanto isso, Kang No-eul, uma desertora norte-coreana que busca resgatar a filha do Norte, é recrutada por uma figura mascarada e entra nos jogos como soldado. |              |                                                                                 |                 |                 |                        |
| 12 | 3            | "001"                                                                           | Hwang Dong-hyuk | Hwang Dong-hyuk | 26 de dezembro de 2024 |
| Gi-hun acorda no dormitório dos jogos junto a 455 outros jogadores. Um gerente anuncia uma nova cláusula: após cada jogo, os jogadores podem votar para encerrar os jogos; se a maioria concordar, o prêmio acumulado será dividido. Jun-ho e sua equipe perdem o rastreamento da ilha após o rastreador de Gi-hun ser removido. Gi-hun reconhece o Jogador 390 como seu amigo e ex-colega Jung-bae. O primeiro jogo é Luz Vermelha, Luz Verde. Gi-hun tenta expor a crueldade do jogo, mas é inicialmente ignorado. Apesar disso, suas advertências ajudam a reduzir as mortes. O Jogador 230, um rapper aposentado chamado "Thanos" e sob efeito de drogas, empurra outros para eliminá-los. Gi-hun e o Jogador 120, Cho Hyun-ju (uma mulher transgênero que entrou para custear cirurgia de afirmação de gênero), tentam salvar um jogador com tiro não letal, mas No-eul o executa. Após o jogo, Gi-hun implora para os jogadores votarem para encerrar os jogos e revela que foi o único vencedor anterior, mas é ignorado. Jogadores que votam para continuar são marcados com "O", e os que querem sair, "X". In-ho, disfarçado como Jogador 001, decide continuar os jogos. |              |                                                                                 |                 |                 |                        |
| 13 | 4            | "Seis Pernas" Transliteração: "Yeoseot gaeui dari" (em coreano: 여섯 개의 다리) | Hwang Dong-hyuk | Hwang Dong-hyuk | 26 de dezembro de 2024 |
| In-ho finge se aliar a Gi-hun e conta uma história, baseada em fatos, sobre seu motivo para entrar no jogo. Jogador 333, Myung-gi, é atacado por Thanos e Jogador 124, Nam-gyu, mas In-ho intervém e para a briga facilmente. Jogador 222, ex-namorada grávida de Myung-gi, Jun-hee, se revela para ele. Enquanto isso, um grupo de soldados liderados por um Oficial Mascarado começa a remoção de órgãos dos eliminados para venda no mercado negro. O Oficial ordena que No-eul ignore as ações, mas ela recusa. Jun-ho tenta ajuda da polícia, mas sem sucesso. Para surpresa de Gi-hun, o segundo jogo exige que os jogadores formem equipes de cinco para um pentatlo de seis pernas com cinco jogos infantis tradicionais: ddakji, biseokchigi, gong-gi, paengi chigi e jegi, tudo em cinco minutos. Gi-hun forma equipe com In-ho, Jung-bae, Jun-hee e Jogador 388, Kang Dae-ho, que logo se conecta a Jung-bae por ambos serem ex-marinheiros coreanos. Hyun-ju inicia uma equipe com Jogador 095, Young-mi; Jogador 007, Yong-sik, um jogador compulsivo; Jogador 149, Geum-ja, mãe de Yong-sik; e Jogador 044, Seon-nyeo, uma xamã arrogante. Thanos e Nam-gyu formam equipe com Jogador 256, fã de Thanos; Jogador 380, Se-mi; e Jogador 125, Min-su, tímido. Uma equipe não termina a tempo e No-eul executa um jogador poupado após ser baleado, continuando seu combate ao tráfico ilegal de órgãos. |              |                                                                                 |                 |                 |                        |
| 14 | 5            | "Mais Um Jogo" Transliteração: "Han pan deo" (em coreano: 한 판 더)             | Hwang Dong-hyuk | Hwang Dong-hyuk | 26 de dezembro de 2024 |
| Após a vitória da equipe de Hyun-ju, muitas outras equipes se inspiram e sobrevivem. A equipe de Gi-hun também sobrevive, e os cinco concordam em se aliar e trocar nomes após o jogo, com In-ho usando o nome "Oh Young-il". No-eul é atacada por dois soldados envolvidos no tráfico de órgãos, que a alertam para não interferir. Na votação seguinte, In-ho incentiva os jogadores a votar contra a continuação, mas a maioria opta por continuar os jogos. O Homem da Máscara envia uma mensagem ameaçadora ao grupo de Gi-hun e exige que In-ho volte a jogar sob seu comando, mostrando um vídeo do irmão desaparecido de Jun-ho, In-ho, preso em uma cela. Jun-ho decide ir até a ilha para resgatá-lo. |              |                                                                                 |                 |                 |                        |
| 15 | 6            | "O X"                                                                           | Hwang Dong-hyuk | Hwang Dong-hyuk | 26 de dezembro de 2024 |
| Durante o jogo "Mingle", os jogadores lutam para encaixar suas alianças nas salas, causando tensão, traições e mortes entre aliados. Muitos são eliminados, incluindo Gyeong-su e Young-mi. Na rodada final, Jung-bae testemunha In-ho matar friamente outro jogador para garantir uma sala para si. Após o jogo, Gi-hun e In-ho discutem se devem convencer os outros a votar para encerrar os jogos, mas decidem não fazer para evitar brigas físicas. Na votação, vários jogadores, incluindo Min-su, que era subserviente a Thanos e Nam-gyu, mudam seu voto para "X". O voto decisivo fica com In-ho, resultando em empate; os jogadores têm um dia para votar novamente. No banheiro, Thanos e Nam-gyu pressionam Min-su para mudar seu voto para "O", mas Myung-gi e outros que votaram "X" o defendem. Uma luta começa, com Thanos estrangulando Myung-gi, que o esfaqueia fatalmente com um garfo. Enquanto isso, a equipe de Jun-ho localiza uma possível entrada para uma ilha, mas é uma armadilha com explosivos que mata um mercenário. |              |                                                                                 |                 |                 |                        |
| 16 | 7            | "Amigo ou Inimigo" Transliteração: "Chinguwa jeok" (em coreano: 친구와 적)      | Hwang Dong-hyuk | Hwang Dong-hyuk | 26 de dezembro de 2024 |
| O capitão Park revela ser um agente duplo que sabotou o drone da equipe de Jun-ho e matou o piloto. Após a briga no banheiro, os jogadores percebem que podem matar outros para aumentar o prêmio e enfraquecer os votantes adversários. Gi-hun prevê um ataque noturno dos jogadores que querem continuar o jogo, mas convence um pequeno grupo de votantes "X" a não atacar, argumentando que os verdadeiros inimigos são os criadores dos jogos. Durante o massacre, o grupo de Gi-hun permanece escondido, enquanto o restante sofre pesadas perdas, incluindo Se-mi, morta por Nam-gyu, enquanto Min-su assiste horrorizado. Os "X" do grupo de Gi-hun fingem suas mortes para serem escaneados por soldados, que só emergem quando eles chegam. O grupo provoca os soldados, matando todos menos um e toma suas armas. Começa uma rebelião e forçam o soldado sobrevivente a guiá-los até a sala de controle. Porém, mais soldados atiram no caminho, e a rebelião começa a fraquejar por falta de munição; Dae-ho, responsável por buscar mais carregadores, aparentemente sofre um ataque de ansiedade e não retorna. In-ho trai o grupo, matando dois jogadores e fingindo sua morte, enquanto outros que se rendem são executados. Gi-hun e Jung-bae são capturados. In-ho, agora como o Front Man, executa Jung-bae diante de um Gi-hun desesperado.                                                     |              |                                                                                 |                 |                 |                        |

## Produção

### Desenvolvimento

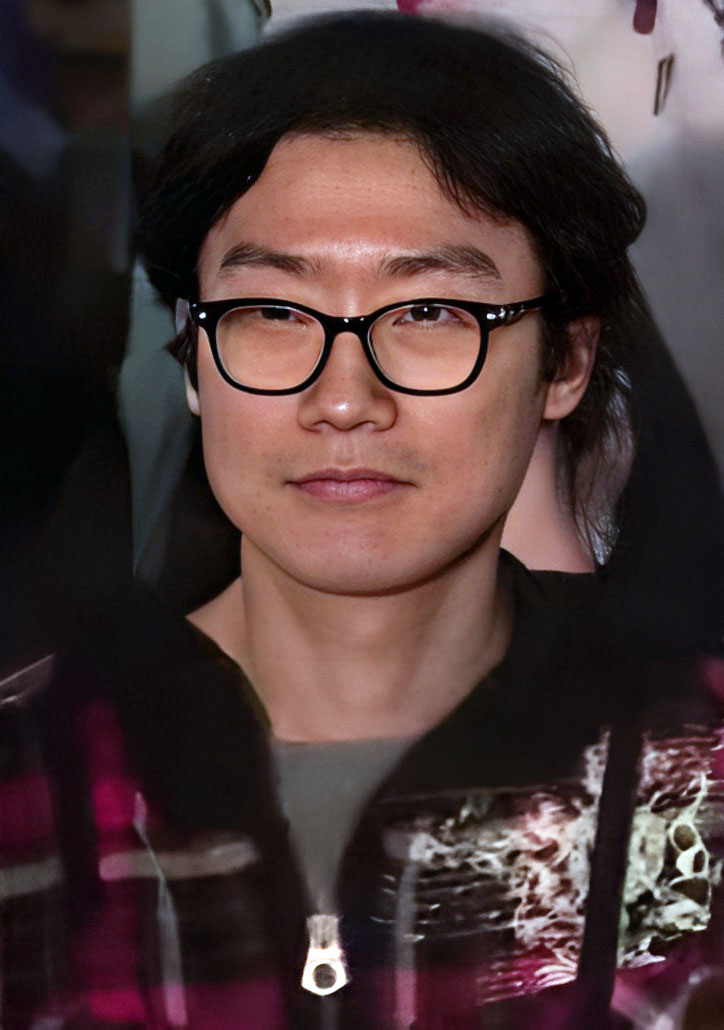
O criador e diretor da série, Hwang Dong-hyuk

No final de outubro de 2021, o criador de Squid Game, Hwang Dong-hyuk, revelou que estava em conversas com a Netflix sobre uma possível segunda temporada. Em dezembro do mesmo ano, afirmou também estar discutindo com a plataforma a produção de uma terceira temporada. O diretor expressou o desejo de realizar outro filme antes de prosseguir com a série, além de garantir um contrato com a Netflix que incluísse futuros projetos cinematográficos, de forma a não ficar restrito à identidade de criador apenas de Squid Game.
Durante um evento de imprensa em novembro de 2021, Hwang confirmou que já havia iniciado os trabalhos conceituais para uma segunda temporada, planejando o retorno do ator Lee Jung-jae como Gi-hun. A Netflix respondeu afirmando que ainda não havia oficializado uma nova temporada, mas que as negociações estavam em andamento.
Durante uma teleconferência de resultados em janeiro de 2022, o executivo Ted Sarandos afirmou: "Com certeza... o universo de Squid Game está apenas começando". Em abril, Hwang revelou que estava trabalhando em um longa-metragem intitulado Killing Old People Club, baseado em obra de Umberto Eco, e que previa concluir a segunda temporada de Squid Game até 2024. A confirmação oficial da renovação da série foi feita pela Netflix em junho de 2022.

### Roteiro
Após o estresse decorrente de escrever e produzir sozinho os nove episódios da primeira temporada, Hwang inicialmente não tinha planos imediatos para uma continuação e declarou que, caso viesse a desenvolver uma nova temporada, precisaria de uma equipe de roteiristas e diretores para auxiliá-lo. No entanto, com a enorme popularidade da série, Hwang passou a considerar seriamente a produção de novos episódios. Em entrevista à CNN, afirmou: "Ainda não há nada confirmado no momento, mas há tanto entusiasmo das pessoas que estou realmente pensando nisso".
Em conversa com o jornal The Times, o diretor comentou que a nova temporada poderia dar maior enfoque à história do personagem Front Man, além de explorar o papel da polícia, observando que o tema da ineficiência policial era um problema global que desejava abordar. Hwang também demonstrou interesse em aprofundar a relação entre o Front Man e seu irmão, o policial Hwang Jun-ho, bem como revelar mais sobre o vendedor interpretado por Gong Yoo.
O diretor citou como inspiração para dar continuidade à narrativa o filme Matrix, fazendo um paralelo entre a escolha de Neo pela pílula vermelha e a decisão de Gi-hun de buscar os responsáveis pelos jogos em vez de retomar sua antiga vida.
Em relação aos jogos que aparecem na nova temporada, Hwang afirmou que seriam novamente brincadeiras infantis simples, comuns na infância de muitas crianças coreanas. Contudo, o objetivo nesta temporada foi selecionar jogos com maior reconhecimento global: "Em muitos países, existem variações semelhantes dessas brincadeiras que provavelmente você também jogou na infância... Elas serão fáceis de entender e jogar, além de muito divertidas".

### Elenco
Em abril de 2022, Hwang confirmou o retorno dos personagens Gi-hun e Front Man para a segunda temporada. Durante o evento global de fãs da Netflix, o Tudum, em junho de 2023, foi confirmada a presença de Lee Jung-jae, Lee Byung-hun, Gong Yoo e Wi Ha-joon. Em 29 de junho, a plataforma revelou outros nomes do elenco, incluindo Kang Ha-neul, Park Sung-hoon, Im Si-wan, Yang Dong-geun, Park Gyu-young, Lee Jin-wook, Won Ji-an, Jo Yu-ri, Kang Ae-shim, Choi Seung-hyun, Lee David e Roh Jae-won.
A escolha de Park Sung-hoon para interpretar a personagem transgênero e ex-militar Hyun-ju gerou controvérsia antes do lançamento da temporada. Críticos apontaram que o papel deveria ser interpretado por uma pessoa trans, em vez de um ator cisgênero, além de destacarem a insatisfação com a escolha de um homem em vez de uma mulher. Por outro lado, alguns argumentaram que, devido ao conservadorismo da sociedade sul-coreana em relação aos direitos LGBTQ+, seria difícil encontrar uma atriz trans disposta a se expor publicamente.
Apesar das críticas, outros consideraram a mera inclusão de uma personagem trans um avanço na representação. Em 18 de dezembro de 2024, durante um dia de entrevistas, Hwang explicou a decisão de introduzir a personagem:
As pessoas que participam dos jogos em Squid Game geralmente pertencem a grupos marginalizados — não apenas financeiramente, mas socialmente. Na primeira temporada, isso foi representado por Ali, um trabalhador estrangeiro, minoria importante na Coreia. Hoje, infelizmente, a minoria de gênero ainda não é amplamente aceita. Ao criar Hyun-ju, espero conscientizar o público sobre essas questões por meio de suas ações e escolhas no jogo.
Hwang afirmou que desejava escalar uma atriz trans, mas encontrou dificuldade em fazê-lo na Coreia. Considerou que a experiência de Park em produções como The Glory e Queen of Tears o tornava apto para o papel.
Jo Yu-ri, que interpretou Kim Jun-hee (김준희, 222), é conhecida por sua participação no grupo Iz*One, surgido no programa Produce 48 em 2018. Após o fim do grupo, em abril de 2021, iniciou carreira solo e lançou o álbum Glassy em outubro do mesmo ano, recebendo indicações como artista revelação em premiações sul-coreanas.
Em 4 de dezembro de 2024, T.O.P foi revelado como integrante do elenco em vídeo publicado pela Netflix no YouTube. Seu personagem, chamado Thanos, é um ex-rapper cuja carreira declinou após envolvimento com um golpe envolvendo criptomoedas. A criação do personagem antecedeu o convite a T.O.P, que foi escolhido pelo diretor após demonstrar uma abordagem "séria" ao papel.
Hwang explicou que desejava escalar alguém que tivesse enfrentado controvérsias por uso de entorpecentes. T.O.P havia deixado o grupo BigBang e se afastado da música após condenação por uso de maconha.
Sua escalação causou polêmica na Coreia do Sul. Em um programa matinal, seu rosto foi desfocado durante uma matéria sobre a série. Especulou-se que sua seleção teria sido influenciada pela amizade com Lee Jung-jae, algo negado pelo ator. Netflix e Hwang também receberam críticas por supostamente estabelecer um precedente problemático ao escalar alguém envolvido em polêmicas judiciais.
T.O.P esteve ausente de eventos promocionais da série. Hwang respondeu às críticas afirmando que essa ausência já estava planejada, pois queria permitir que o ator falasse sobre sua participação no momento adequado.
Para o diretor, T.O.P demonstrou coragem ao aceitar o papel, considerando seu passado, e revelou surpresa por ele ainda não ter sido perdoado pelo público. Hwang também afirmou que a recepção negativa seria menos significativa fora da Coreia, onde o uso de maconha é tratado de forma diferente.

### Filmagens
As filmagens principais da segunda temporada estavam programadas para começar em julho de 2023 e tinham previsão de durar "pelo menos dez meses". Em 10 de julho, membros da produção se envolveram em uma controvérsia após acusações de mau comportamento com cidadãos durante as gravações no Aeroporto de Incheon, em Seul. A empresa responsável pela produção emitiu um pedido público de desculpas pelo ocorrido. Em agosto de 2023, as filmagens estavam em andamento, realizadas em estúdio na cidade de Daejeon. A produção foi concluída em julho de 2024, com as temporadas dois e três sendo gravadas de forma consecutiva.

### Trilha sonora

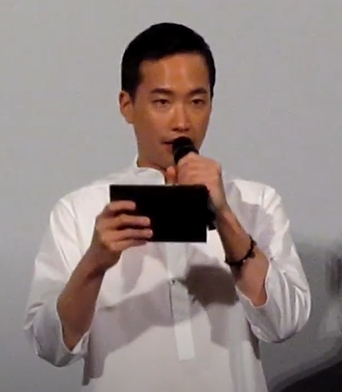
Jung Jae-il compôs a trilha da temporada.

O compositor Jung Jae-il retornou para compor a trilha da segunda temporada. O álbum da trilha sonora foi lançado em 27 de dezembro de 2024, por meio da Netflix Music. Jung confirmou sua participação em 2023, em entrevista à BBC, dizendo que a nova trilha manteria elementos da primeira temporada, mas com um "som mais bizarro e único".
O primeiro episódio inclui a ária "Nessun dorma", da ópera Turandot de Giacomo Puccini, interpretada pelo tenor britânico Paul Potts (vencedor da primeira temporada do Britain's Got Talent), além da canção "Time to Say Goodbye", interpretada por Sarah Brightman e Andrea Bocelli. No terceiro episódio, é apresentada uma nova versão de "Fly Me to the Moon", interpretada por Joo Won — canção já presente na primeira temporada.

### Divulgação
Durante o evento Netflix Geeked Week, em setembro de 2024, foram divulgados um pôster e um teaser da nova temporada.
Entre outubro e dezembro de 2024, a Netflix promoveu a série em diversas convenções de fãs ao redor do mundo, organizando experiências interativas em que os participantes simulavam os jogos da trama. As ativações ocorreram em Lucca (Itália), Paris (França), Amsterdã (Países Baixos), Seul (Coreia do Sul), Los Angeles (EUA), Sydney (Austrália), São Paulo (Brasil), Varsóvia (Polônia), Londres (Reino Unido) e Jacarta (Indonésia).
O influenciador espanhol Ibai Llanos organizou sua própria versão de Squid Game, em parceria com a rede KFC, em Madri. A jornalista filipina MJ Marfori participou do evento global de três dias promovido pela Netflix e entrevistou Lee Jung-jae.
Na Austrália, o McDonald's lançou uma promoção limitada chamada "Squid Game Meal", que incluía um biscoito Dalgona com formas para extrair — em referência à primeira temporada. Um dos modelos do biscoito trazia o símbolo dos Arcos Dourados da marca; ao completar o desafio, o cliente podia escanear o biscoito e concorrer a um prêmio de 100 mil dólares australianos, além de réplicas dos uniformes usados pelos participantes da série.

## Lançamento
A temporada foi lançada em 26 de dezembro de 2024, na Netflix.

## Recepção

### Resposta crítica
As publicações notaram que esta temporada recebeu respostas mais mistas por parte da crítica e do público, com a BBC reportando que a reação da crítica variou de "sensacional" a "decepcionante". No agregador Rotten Tomatoes, a temporada possui 83% de aprovação, com uma pontuação média de 7,5/10 baseada em 93 avaliações, e o consenso diz: "Embora o retorno de Squid Game inevitavelmente perca o elemento surpresa, alguns desafios absolutamente diabólicos e uma perspectiva moral complexa mantêm esta segunda temporada empolgante." No Metacritic, a segunda temporada tem uma média ponderada de 62 em 100, com base em 36 críticos, indicando "avaliações geralmente favoráveis".
Laura Martin, da BBC, deu 4 estrelas de 5 e afirmou que a produção rivaliza em qualidade com a primeira temporada. Annabel Nugent, do The Independent, também avaliou com 4 estrelas e disse que, embora não fosse tão chocante quanto a primeira temporada, ainda era cativante na sua violência. Rebecca Nicholson, do The Guardian, fez uma avaliação menos positiva devido a problemas no desenvolvimento da trama e ritmo, atribuindo 3 estrelas de 5. Kelly Lawler, do USA Today, deu 2 estrelas de 4, classificando a trama como absurda e o final insatisfatório.
O redator do IGN, Alex Zalben, comparou Gi-hun às pessoas por trás do Squid Game, argumentando que a forma como ele comanda os contratados para encontrar o Recrutador espelha a natureza controladora dos jogos. Zalben também observou que o "aparente heroísmo" de Gi-hun é egocêntrico, sendo mais uma busca por redenção do que pelo bem alheio. O desenvolvimento do personagem Gi-hun na segunda temporada foi bem recebido pelos redatores do Gizmodo, Germain Lussier e Cheryl Eddy, que elogiaram o ator Lee Jung-jae por captar sua transição para um personagem de "intensidade mais sombria" e que luta com o sentimento de culpa do sobrevivente. Já Daniel Fienberg, do The Hollywood Reporter, considerou que, em comparação à sua atuação na primeira temporada, onde Lee demonstrava "destreza elétrica" e era marcante tanto na comédia quanto no trauma de Gi-hun, seu "aspecto assombrado de tom único" na segunda temporada, embora bem interpretado, é menos interessante.

### Resposta do público
Entre os membros do elenco da segunda temporada, a interpretação de Park Sung-hoon como Hyun-ju, uma ex-soldado transgênero, recebeu muitos elogios do público.
Muitos espectadores consideraram a personagem uma das mais cativantes da temporada, destacando o desenvolvimento de Hyun-ju e a profundidade da atuação de Park.
A breve reaparição de Gong Yoo como o recrutador também recebeu reações positivas de fãs nas redes sociais.
A escalação de T.O.P foi mal recebida por parte do público na Coreia do Sul, mas, segundo o Korea Times, teve recepção mais positiva em outros países. Alguns espectadores internacionais consideraram exagerada a reação negativa ao ator. Uma pesquisa feita pela Netflix para eleger o novo personagem favorito revelou que "Thanos" venceu com 50% dos votos, em um total de 700 mil participantes.
A temporada foi alvo de boicote no Vietnã devido a uma cena no quinto episódio, em que o personagem Jung-bae afirma que o pai de Dae-ho era "uma boa pessoa" por ter lutado na Guerra do Vietnã. O público vietnamita interpretou a fala como uma tentativa de glorificar os crimes de guerra sul-coreanos no Vietnã e exigiu que as autoridades tomassem "as devidas providências quanto à declaração".

## Audiência
Nos três primeiros dias após seu lançamento, a segunda temporada alcançou 68 milhões de visualizações, superando o recorde de estreia da Netflix até então, que pertencia à primeira temporada de Wednesday, com 50,1 milhões de visualizações na semana de estreia.
Segundo a Netflix, a temporada ficou em primeiro lugar em 92 países.

## Prêmios
| Cerimônia de premiação | Ano  | Categoria               | Indicado    | Resultado | Ref.   |
| ---------------------- | ---- | ----------------------- | ----------- | --------- | ------ |
| Baeksang Arts Awards   | 2025 | Melhor Ator Coadjuvante | Roh Jae-won | Indicado  | [ 75 ] |

## Listas
| Publicação               | Ano  | Lista                                  | Posição  | Ref.   |
| ------------------------ | ---- | -------------------------------------- | -------- | ------ |
| South China Morning Post | 2024 | As 15 melhores séries coreanas de 2024 | 1º lugar | [ 76 ] |